# Francis Pérez
Francisco Jesús Pérez Malia (Barbate, Andalucía, 17 de diciembre de 1981), más conocido como Francis, es un exfutbolista y entrenador de fútbol español. Actualmente se encuentra sin equipo, tras dirigir hasta principios de 2023 al Xerez DFC de la Segunda Federación.

## Trayectoria

### Como jugador
Francis jugó en las categorías inferiores del Barbate FC. Comenzó a jugar al fútbol como profesional en el Xerez CD.
En la temporada 00-01, Francis estuvo cedido curante media temporada en el Getafe CF, donde no disfrutó de minutos y fue repescado en el mercado invernal para quedarse en el Xerez. Sin embargo desde el punto de vista individual, a Francis tampoco le vino bien el volver al club azulino ya que siguió sin jugar regularmente. En cambio, desde el plano colectivo consiguió el ascenso a Segunda División.
En las dos temporadas posteriores, Francis, a diferencia de su equipo, siguió jugando en Segunda B, esta vez en el San Fernando y en el Écija en donde Francis se consolidó como futbolista profesional y demostró que estaba preparado para jugar con el Xerez.
En la temporada 03-04, el barbateño consigue permanecer en la plantilla del conjunto azulino para jugar en Segunda División. Desde entonces siempre ha permanecido en la entidad jerezana, pero no ha sido hasta la temporada 08-09 cuando Francis ha explotado como futbolista, consolidándose en el once titular. 

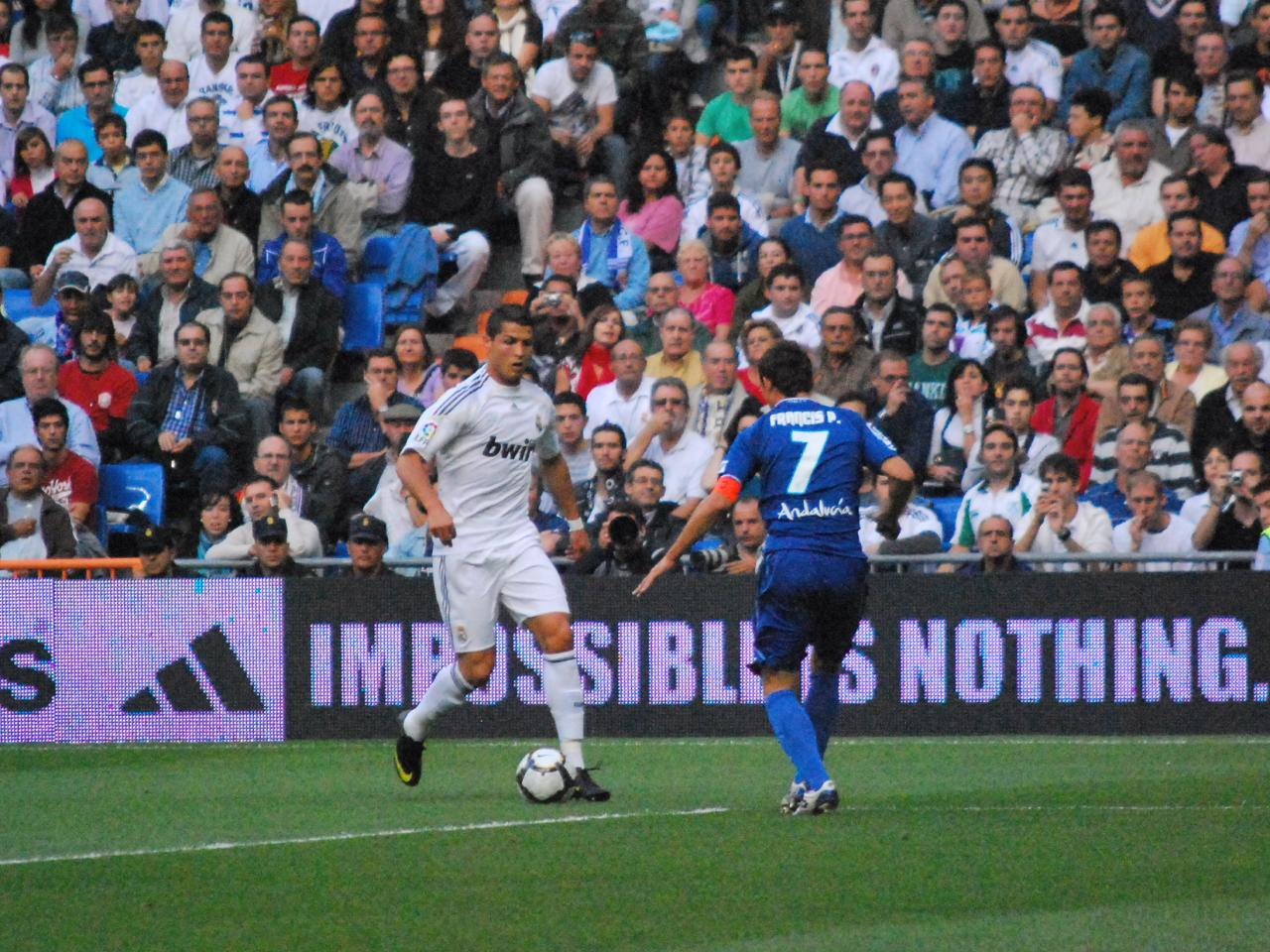
Francis defiende a Cristiano Ronaldo

Después de debutar en Primera (logrando incluso un gol), para la temporada 2010-2011 Francis firma un contrato de 4 temporadas con el Racing de Santander y pasa a portar el número 15 en la elástica del conjunto cántabro. En el año 2012, como consecuencia del ERE en el que esta el Racing de Santander por su nefasta situación económica, negocia un nuevo contrato con la entidad, que acaba de descender a segunda división, donde Francis acepta rebajarse el sueldo. En la temporada lució el número 7 y además, ejerció como primer capitán del equipo.
Al final de la temporada 2015-16, Francis colgó las botas, cuando su equipo, el Racing de Santander, se encontraba en Segunda B.

### Como entrenador
En 2018, se hace cargo del Xerez Deportivo FC de la Tercera Andaluza y al que conseguiría ascender a la Primera Andaluza.
El 24 de octubre de 2022, tras cuatro temporadas dirigiendo al filial y tras la destitución de José Herrera, se convierte en entrenador del Xerez Deportivo FC de la Segunda Federación.

## Clubes

### Como jugador
| Club                     | País   | Temporada | Encuentros disputados | Goles |
| ------------------------ | ------ | --------- | --------------------- | ----- |
| Xerez CD                 | España | 1999-2000 |                       |       |
| Xerez CD                 | España | 2000-2001 | 3                     | 0     |
| CD San Fernando (cedido) | España | 2001-2002 | 36                    | 3     |
| Écija Balompié (cedido)  | España | 2002-2003 | 32                    | 4     |
| Xerez CD                 | España | 2003-2004 | 26                    | 1     |
| Xerez CD                 | España | 2004-2005 | 32                    | 0     |
| Xerez CD                 | España | 2005-2006 | 19                    | 0     |
| Xerez CD                 | España | 2006-2007 | 31                    | 0     |
| Xerez CD                 | España | 2007-2008 | 23                    | 0     |
| Xerez CD                 | España | 2008-2009 | 40                    | 0     |
| Xerez CD                 | España | 2009-2010 | 25                    | 1     |
| Racing de Santander      | España | 2010-2011 | 24                    | 0     |
| Racing de Santander      | España | 2011-2012 | 22                    | 0     |
| Racing de Santander      | España | 2012-2013 | 38                    | 0     |
| Racing de Santander      | España | 2013-2014 | 26                    | 0     |
| Racing de Santander      | España | 2014-2015 | 9                     | 0     |
| Racing de Santander      | España | 2015-2016 | 21                    | 0     |

### Como entrenador
| Club          | País   | Temporada |
| ------------- | ------ | --------- |
| Xerez DFC "B" | España | 2018-2022 |
| Xerez DFC     | España | 2022-2023 |

## Palmarés
- Campeón de Segunda División de la temporada 2008/09 con el Xerez Club Deportivo.